# Alexandre-Jean Puch de Montbreton
Louis Alexandre-Jean Puch de Montbreton est un homme politique français né le 12 juin 1741 à Pessac-sur-Dordogne (Gironde) et décédé le 24 février 1801 à Montbreton (Gironde).
Capitaine de dragons, chevalier de Saint-Louis, il est député de la noblesse aux États généraux de 1789 pour la sénéchaussée de Libourne. Il siège à droite et défend l'Ancien régime. 

## Sources
- « Alexandre-Jean Puch de Montbreton », dans Adolphe Robert et Gaston Cougny, Dictionnaire des parlementaires français, Edgar Bourloton, 1889-1891 [détail de l’édition]